# Zadná Ostrá
Zadná Ostrá (1245 m) – wschodni wierzchołek szczytu Ostrá w Wielkiej Fatrze na Słowacji.
Ostrá i Zadná Ostrá wznoszą się w południowo-zachodniej, „turczańskiej” części Wielkiej Fatry. Ich masywy oddzielają Blatnicką dolinę od doliny Konský dol. Ponadto Zadná Ostrá jest zwornikiem dla dwóch innych grzbietów. Jeden z nich biegnie do szczytu Tlstá, drugi do szczytu Smrekov (1441 m). Wschodnie stoki Zadnej Ostrej opadają do Tmavej doliny będącej odgałęzieniem doliny Selenec (ta zaś jest odgałęzieniem Gaderskiej doliny).
Zadná Ostrá zbudowana jest z triasowych dolomitów, miejscami występują też ciemnoszare wapienie, zwane tu „guttensztajńskimi” (słow. guttensteinské vapence). Ma płaski grzbiet z licznymi skałami podciętymi pionowymi ścianami skalnymi. Wapienne skały o wysokich pionowych ścianach znajdują się również na stokach Zadnej Ostrej. Poza tym masyw jest całkowicie zalesiony. Na szczycie rosną nieliczne kępy kosodrzewiny. Na stanowiskach najbardziej eksponowanych znajdują się bogate zespoły muraw naskalnych z turzycą trwałą, goździkiem lśniącym i innymi gatunkami wapieniolubnymi. Na zboczach południowych występuje bogata flora ciepłolubna, z turzycą niską, kostrzewą bladą, omanem wąskolistnym i in.
Cały masyw Zadnej Ostrej objęty jest ochrona ścisłą – znajduje się na obszarze rezerwatu przyrody Tlstá.

## Szlaki turystyczne
Blatnica – Blatnická dolina – Konský dol, ustie – Konský dol – Muráň   – Sedlo Ostrej – Zadná Ostrá. Odległość 6,2 km, suma podejść 760 m, suma zejść 30 m, czas przejścia 2:50 h, z powrotem 2:35 h
  Blatnica – Blatnická dolina – Juriašova dol., ustie   – Juriašova dolina – Zadná Ostrá. Odległość 6,2 km, suma podejść 760 m, suma zejść 30 m, czas przejścia 3:10 h, z powrotem 2:30 h
  Zadná Ostrá – Bágľov kopec – Lubená – Tlstá. Odległość 3,4 km, suma podejść 263 m, suma zejść 125 m, czas przejścia 1:10 h, z powrotem 1 h

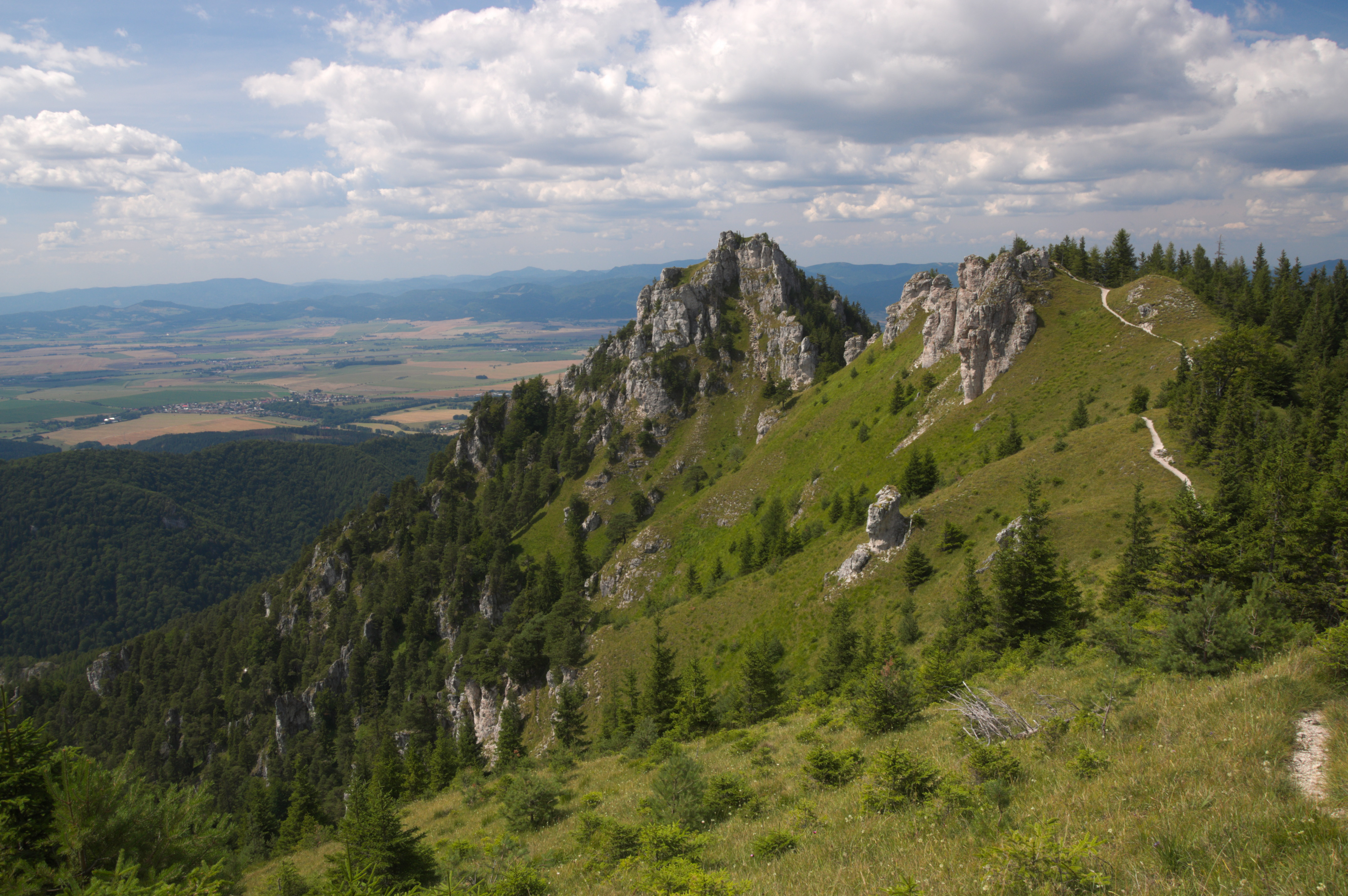
Ostrá i Zadná Ostrá